# Autoroute A7 (Italie)
Pour les articles homonymes, voir A7 et Autoroute A7.
L'autoroute italienne A7 (137 km) relie Milan à Gênes.
Elle est gérée par deux sociétés différentes :
- la société « Milano Serravalle - Milano Tangenziali », qui gère le tronçon entre Milan et Serravalle, mais aussi l'ensemble des contournements de la capitale lombarde (A50 - A51 - A52), ainsi que la A54 qui contourne de l'agglomération de Pavie ;
- la société « Autostrade per l'Italia S.p.A. » gère le tronçon entre Serravalle et Gênes.

## Historique de l'A7
Le tronçon Gênes-Serravalle a été inauguré le 29 octobre 1935 et deviendra très vite la voie de communication routière la plus rapide pour relier la capitale lombarde Milan, la capitale piémontaise de l'automobile Turin avec le plus grand port d'Italie et de la Méditerranée, Gênes, en rendant immédiatement obsolète l'ancienne route nationale SS 35 dei Giovi. Lors de sa construction, cette autoroute fut baptisée « Camionale », comme pour prévenir que le trafic serait constitué essentiellement de véhicules lourds pour le transport des marchandises.

## L'autoroute A7 aujourd'hui

Plan de l'autoroute italienne A7.

L'autoroute débute dès la sortie du centre urbain milanais par d'énormes échangeurs surélevés après la Place Maggi à Milan. Les tout  premiers kilomètres constituent un tronçon urbain de l'A7 avec de nombreux échangeurs gratuits jusqu'à la barrière de péage de Milano Assago placée après l'échangeur avec la A50, l'autoroute de contournement Est de Milan.
La seconde partie du tracé se déroule en territoire lombard, à travers la province de Pavie dans la plaine de la Lomelline de façon rectiligne. Peu après, alors que l'autoroute traverse la pointe Est du Piémont, la province d'Alexandrie, on rencontre l'échangeur avec la A21 qui relie Turin à Brescia, par le Sud, à la hauteur de Tortona. Immédiatement après, on rencontre l'échangeur avec la A26 qui relie Gênes Voltri à Gravellona Toce à la frontière suisse. L'ensemble du parcours comporte trois voies dans chaque sens à l'exception de quelques rares tronçons dont les travaux d'élargissement sont en cours de finition.
Après l'échangeur de Vignole Borbera-Arquata Scrivia, le tracé devient plus difficile en touchant la couronne montagneuse des Apennins avec le col des Giovi. Le tracé traverse une zone géographique particulièrement accidentée qui a obligé les constructeurs à réaliser un nombre très important d'ouvrages d'art : ponts, tunnels et viaducs se succèdent inlassablement. La descente vers Gênes s'amorce lentement car comme pour toutes les autoroutes italiennes, les pentes sont faibles (à la différence de la France où l'on suit le relief, en Italie on privilégie l'économie de carburant en faisant des voies les plus planes possible).
Une caractéristique de cette autoroute, relativement ancienne mais toujours en parfait état (bien malin serait l'automobiliste qui peut imaginer qu'elle a été construite en 1935 !) est que pendant tout le tracé de montagne, les deux voies montantes et descendantes ne sont jamais côte à côte. Il suffit de regarder une carte routière détaillée pour se rendre compte que le tracé des deux sens de circulation se coupe et se recoupe à des niveaux différents tout le long du parcours sans jamais se rencontrer. 
Après avoir passé les échangeurs avec la A12 qui part à l'Est vers Livourne et Rome, et la A10 qui part vers l'Ouest Vintimille et la France, on débouche, à la sortie d'un long tunnel sur le quartier de Sampierdarena et sur le port de Gênes sur l'autoroute qui passe à plus de 20 mètres du sol. Elle traverse même la ville de Gênes lorsque l'on veut aller vers l'Est en surélévation sur presque 20 km, un véritable exploit technique.
À la suite de l'effondrement, le 14 août 2018, du pont Morandi qui permettait à l'A10 de franchir le Polcevera entre les quartiers de Sampierdarena et de Cornigliano, la jonction entre les deux autoroutes au sortir du tunnel est interrompue et la traversée de Gênes grandement perturbée, fortement déconseillée et déviée vers des itinéraires alternatifs. Le viaduc Gênes-Saint-Georges est inauguré le 3 août 2020.

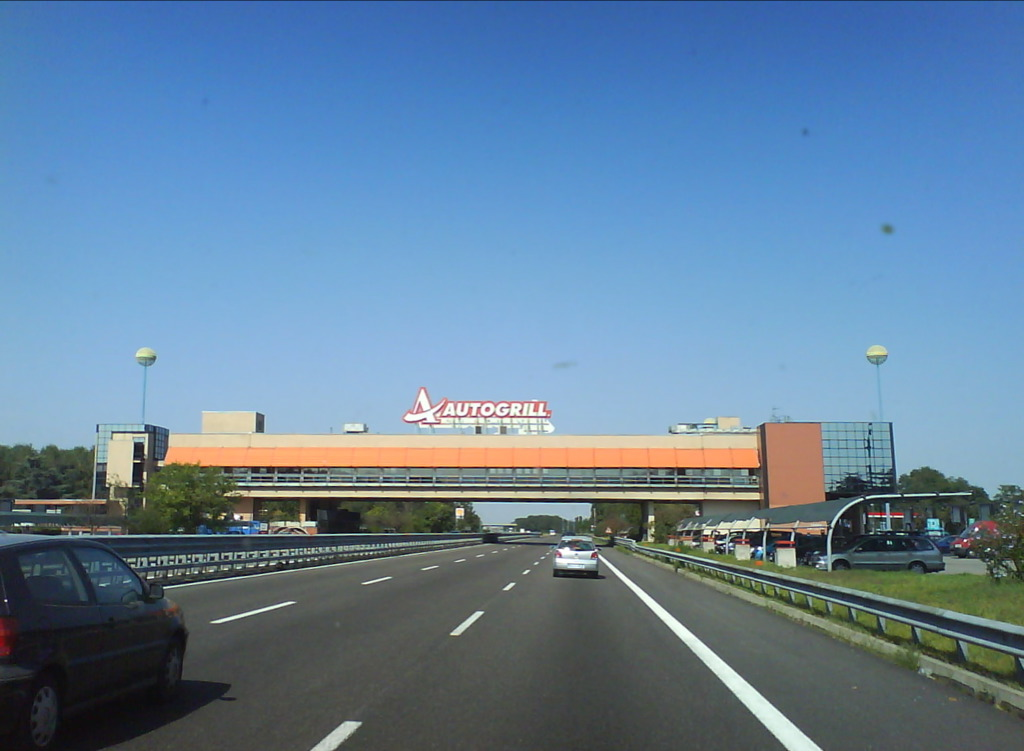
Le pont-restaurant de l'aire de Dorno dessus de l'A7.
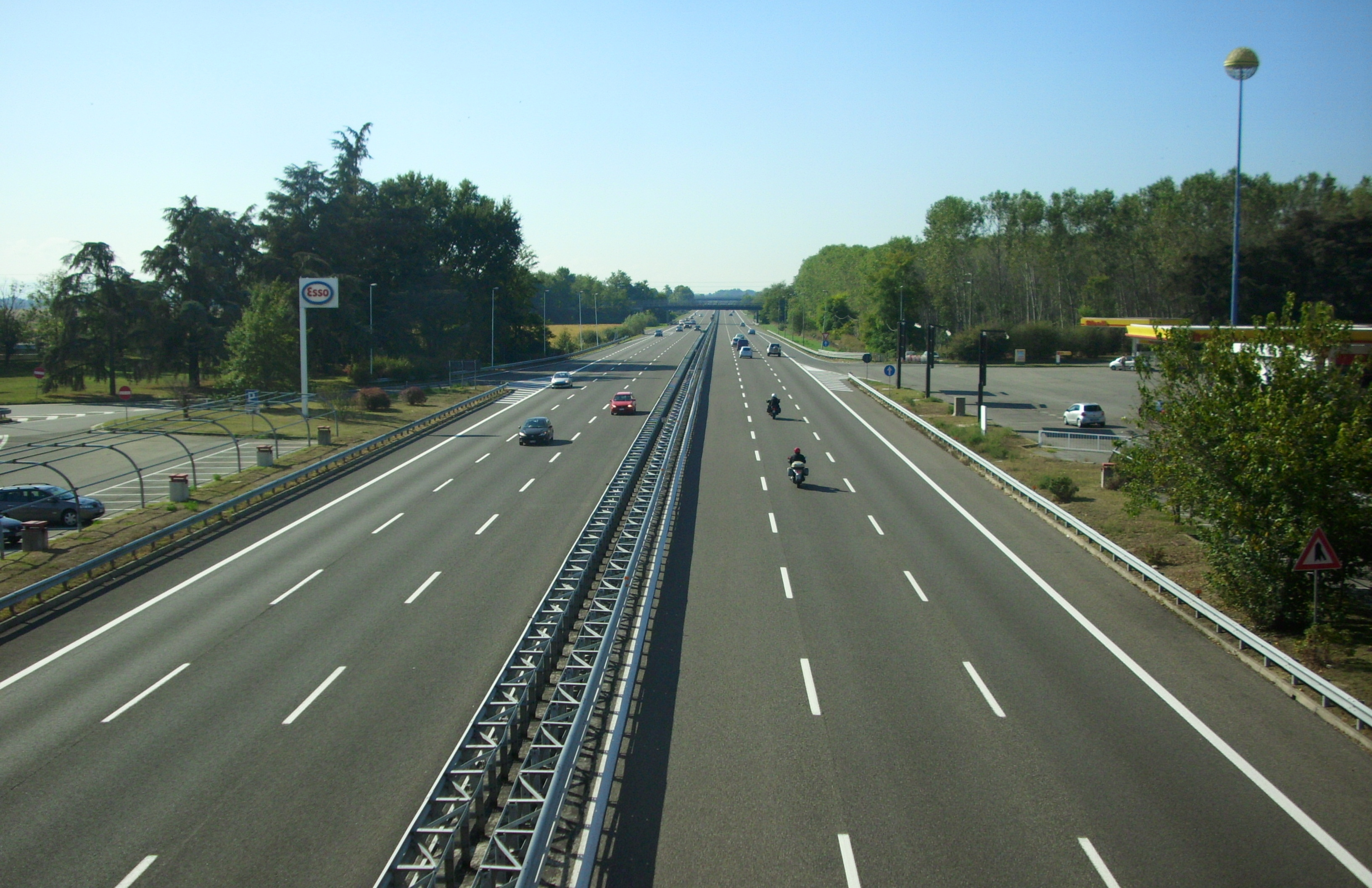
L'A7 au droit de l'aire de Dorno.

## Quelques curiosités
Le tracé entre Gênes et Serravalle Scrivia, la voie baptisée Nord, construite dans les années 1960 et réaménagée depuis, a fait l'objet d'importants ouvrages d'art hardis dont de nombreux échangeurs superposés ou à l'intérieur des tunnels. Sa longueur est inférieure de 5 km à la voie Sud entre Serravalle et Gênes.
À l'origine, seul le tracé vers le sud existait, sur un gabarit de 3 voies. Alternativement, deux voies étaient utilisées vers le nord et une vers le sud, pour s'inverser après quelques kilomètres. Ceci explique que le tracé nord, construit longtemps après, bénéficie des nouvelles techniques, autorisant des tunnels plus longs, des viaducs plus hardis, et surtout un tracé moins sinueux.
À la barrière de péage de Milan, des pistes sont réservées pour le péage des motos. C'est un cas unique au monde et en Italie de péage séparé sur autoroute.
Cette autoroute est aussi souvent appelée « La Serravalle ».